# Prémio Literário Fnac/Teorema
Instituído pela Fnac e pela Editorial Teorema, o Prémio Literária Fnac/Teorema destina-se a todas as obras inéditas de autores que não possuam qualquer obra de ficção publicada, seja romance ou colectânea de contos.
Em 2005, o prémio não foi atribuído.

## Obras premiadas
- 2006 - Francisca  de Tenente César Magarreiro
- 2008 - A Casa do Esquecimento de Fernando Dinis